# 達勒姆湖

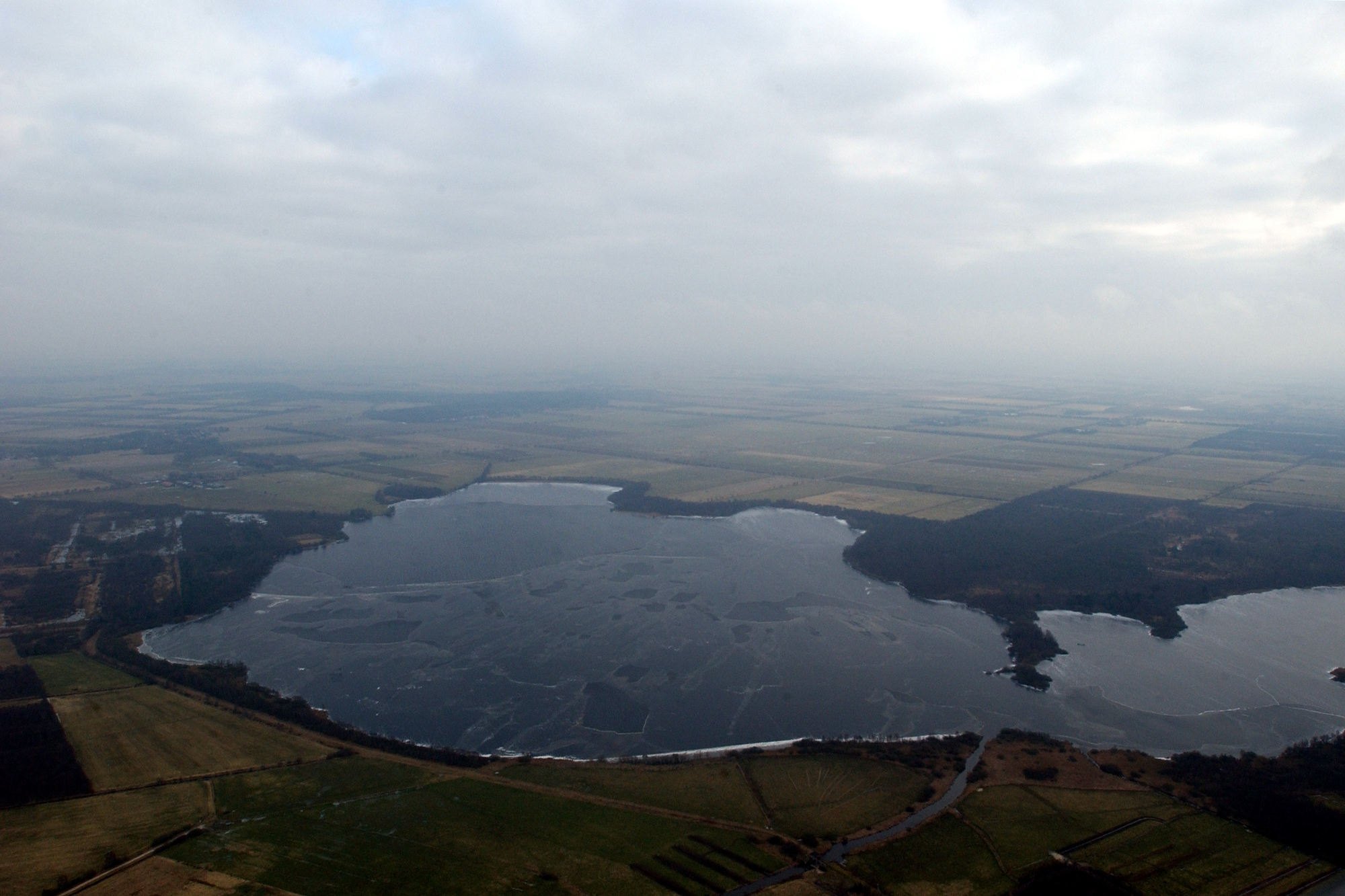

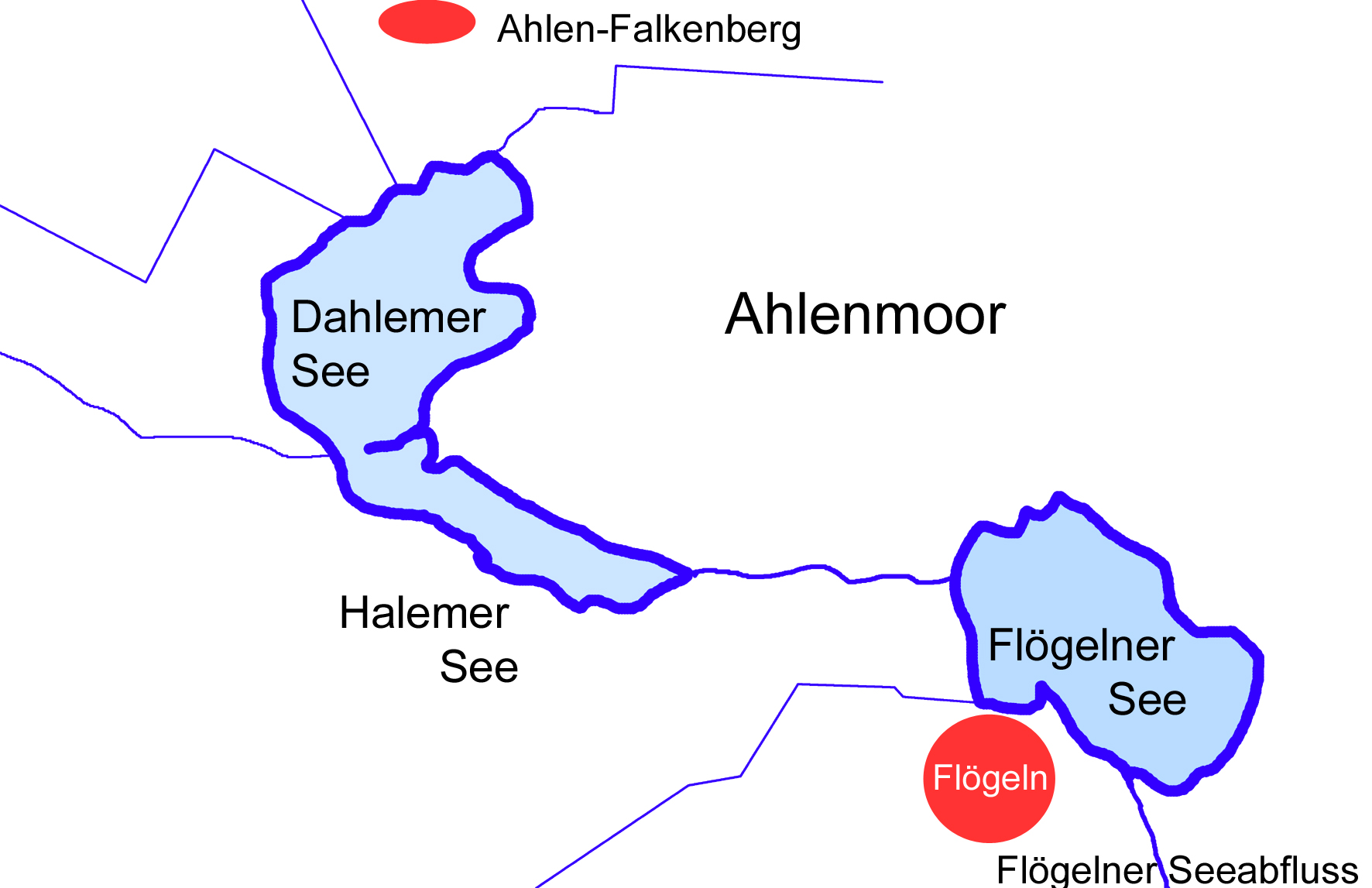

53°40′44″N 8°45′35″E / 53.67889°N 8.75972°E
達勒姆湖（德語：Dahlemer See），是德國的湖泊，位於該國西北部，由下薩克森州負責管轄，處於庫克斯港縣，面積1.1平方公里，該湖有湖擬鯉、歐鯿、河鱸、狗魚、歐洲鯉、白梭吻鱸和紅眼魚等魚類棲息。